# Saint-Georges-de-Luzençon
Saint-Georges-de-Luzençon é uma comuna francesa na região administrativa de Occitânia, no departamento de Aveyron. Estende-se por uma área de 47,73 km². Em 2010 a comuna tinha 1 650 habitantes (densidade: 34,6 hab./km²).